# هنری شاو بریگز
هنری شاو بریگز (Henry Shaw Briggs) (زادهٔ ۱ اوت ۱۸۲۴- درگذشتهٔ ۲۳ سپتامبر ۱۸۸۷)، در جریان جنگ داخلی آمریکا یک سرتیپ در ارتش اتحادیه بود.
بریگز در زمان جنگ، به عنوان سروان در هنگ هشتم پیاده‌نظام داوطلب ماساچوست خدمت می‌کرد. او سرهنگ و فرمانده اول در هنگ دهم پیاده‌نظام داوطلب ماساچوست بود. او در سال ۱۸۶۲، بعد از زخم‌های جدی که از نبرد فییر اوکس متحمل شد به سرتیپی ارتقا یافت و در اوایل در بخش اداری فرماندهی در بالتیمور، واشینگتن دی.سی. و الکساندریا، ویرجینیا خدمت کرد. اگرچه او در نیمه دوم جنگ به‌طور دوره‌ای، به فرماندهی تیپ‌های مختلف در میدان نبرد منصوب شد.
بریگز، قبل و بعد از جنگ، یک وکیل و سیاستمدار بود. او به عنوان یک قاضی، قانون‌گذار ایالتی و مفتش ماساچوست خدمت کرد.

## سال‌های اولیه
بریگز در ۱ اوت ۱۸۲۴ در خانواده جورج نیکسن بریگز، (فرماندار ماساچوست از سال ۱۸۴۴ تا ۱۸۵۱) در لینزبورو، ماساچوست تولد شد. هنری بریگز در سال ۱۸۴۴ از کالج ویلیمز فارغ‌التحصیل شد و در سال ۱۸۴۸ در دادگاه ماساچوست پذیرفته شد.
بریگز در ۶ اوت ۱۸۴۹، با مری الیزابت تالکت، دختر ناتیانیل پی. تالکت از لینزبورو، ماساچوست ازدواج کرد.
بریگز اندکی قبل از جنگ، یک دادگاه حقوقی در پیتزفیلد، ماساچوست تأسیس کرد. او همچنین به مسائل نظامی علاقه‌مند شد و در پیتزفیلد، سروان یک گروهان شبه نظامیان ایالتی به‌نام «آلن گاردز» شد. بریگز همچنین به مسائل سیاسی علاقه زیادی داشت. او در سال ۱۸۵۶، به عنوان عضو مجلس قانون‌گذاری ماساچوست خدمت کرد.

## خدمت در جنگ داخلی

### ماساچوست هشتم
گروهان بریگز در روزهای پس از حمله به فورت سامتر، به گروهان (k) از ماساچوست هشتم تبدیل شد. گروهان k، پس از رسیدن به مریلند از هنگ جدا شد و وظیفه پادگانی فورت مک‌هنری، نزدیک بالتیمور به او اختصاص داده شد. سرانجام این گروهان با هنگ‌های دیگر متحد شده و برای تعمیر و نگهبانی راه‌آهن در مجاورت بالتیمور تلاش کردند.

### ماساچوست دهم
بریگز در ۲۱ ژوئن ۱۸۶۱ از خدمت در ماساچوست هشتم جدا شد و به سرهنگی ارتقا یافت و به فرماندهی در ماساچوست دهم تازه تأسیس شده منصوب گردید. هنگ در ۲۸ ژوئیه به واشینگتن دی.سی. رسید و و بقیه سال ۱۸۶۱ را در واشینگتن دی.سی. برای تمرین و آمادگی برای عملیات بهاری سپری کرد. سرانجام این هنگ به سپاه چهارم پیوست.
سرلشکر جورج بی. مک‌کلیلن، در مارس ۱۸۶۲، کمپین شبه‌جزیره را برای تصرف پایتخت کنفدراسیون در ریچموند، ویرجینا آغاز کرد. همینکه ارتش پاتومک (که ماساچوست دهم بخشی از او بود) از طریق آب به شبه‌جزیره ویرجینیا نقل مکان کرد، سرهنگ بریگز در ۱۳ مارس ۱۸۶۲، به فرماندهی تیپ اول، لشکر اول در سپاه چهارم منصوب گردید. او تا مه ۱۸۶۲، در همین مقام خدمت کرد تا اینکه سرتیپ چارلز دیوینس جایگزین او شود، او به ماساچوست دهم بازگشت. در ۳۱ مه ۱۸۶۲، ماساچوست دهم به رهبری بریگز، شاهد اولین اقدام بزرگ در نبرد فیر اوکس بود. هنگ درین درگیری تلفات زیادی را متحمل شد و سرهنگ بریگز در هر دو پا گلوله خورد و به شدت زخمی شد.

### فرماندهی تیپ
بریگز از شدت زخم‌هایش مجبور به چشم‌پوشی از فرماندهی ماساچوست دهم شد. او در ادامه تابستان ۱۸۶۲، برای معالجه به ماساچوست بازگشت. بریگز به دلیل «شجاعتش در میدان» در نبرد فیر اوکس، در ۱۷ ژوئیه ۱۸۶۲ به سرتیپی ارتقا یافت. بریگز در سپتامبر ۱۸۶۲ به فرماندهی کمپ چیس در ارتفاعات آرلینگتن در خارج از واشینگتن منصوب شد. این اردوگاه آموزشی برای هنگ‌هایی جدیدی بود که از سرتاسر کشور به کالیفرنیا می‌رسیدند. بریگز در سپتامبر ۱۸۶۲، در جریان عملیات مریلند به مدت کوتاهی به فرماندهی تیپ دوم، لشکر سوم از سپاه پنجم، منصوب شد، چندین هنگ جدید را برای تقویت ارتش مک‌کلیلان در پاتومک در اختیار گرفت. اگرچه زخم‌های بریگز به‌طور کامل بهبود نیافته بود و قادر به شرکت در نبرد نبود.
بریگز در فوریه ۱۸۶۳، در بخش مرکزی ارتش به فرماندهی یک تیپ در سپاه هشتم منصوب شد که مسولیت نگهبانی را در مریلند به عهده داشت. بریگز تا ژوئیه ۱۸۶۳ درین سمت خدمت کرد و مقر او بالتیمور بود.
بریگز در اواخر ژوئیه ۱۸۶۳، در مدت عقب‌نشینی کنفدراسیون از گیتسبورگ برای دو هفته به فرماندهی یک تیپ در لشکر اول، سپاه اول منصوب شد. تیپ او درین مدت شاهد هیچ اقدام قابل توجهی نبود. او در اوت ۱۸۶۳ به فرماندهی یکی دیگر از کمپ‌های آموزشی به‌نام «قرارملاقات برای داوطلبان» در الکساندریا، ویرجینیا خدمت کرد و درین مقام تا ژوئیه ۱۸۶۴ باقی‌ماند.
بریگز از تاریخ یادشده تا استعفا در ۴ دسامبر ۱۸۶۵، در هیئت‌های دادگاه نظامی در واشینگتن خدمت کرد.

## حرفه بعد از جنگ
بریگز بعد از جنگ به شغل سیاستمداری و حقوق بازگشت. او از سال ۱۸۶۵ تا ۱۸۶۸، به عنوان مفتش ماساچوست خدمت کرد. او با تأسیس دادگاه منطقه مرکزی برکشایر در سال ۱۸۶۹، به پاس از شغل وکالت و وظیفه‌اش در دادگاه نظامی در مدت جنگ، به عنوان قاضی دایمی آن دادگاه منصوب شد. بریگز در سال ۱۸۷۳ ازین مقام استعفا داد.
بریگز در ۲۳ سپتامبر ۱۸۸۷ در اثر بیماری قلبی درگذشت.

## ارجاعات
1. 1 2 3 4 5  Smith, 612.
2. ↑  Cooke, 287.
3. ↑  "هنری شاو بریگز". قبریاب. Retrieved 2008-11-05.
4. ↑  Bowen, 890–891
5. ↑  Roe, 301–303.
6. ↑  Bowen, 183.
7. ↑  Eicher, 144.
8. ↑  Bowen, 197.
9. ↑  Bowen, 199.
10. ↑  Welsh, 36–37
11. ↑  Bowen, 590.